# Tomás Méndez
Tomás Méndez Sosa (Fresnillo, Zacatecas, 25 de julio de 1926-Ciudad de México, 19 de junio de 1995) fue un cantante y compositor mexicano.

## Biografía y carrera

### Primeros años
Fue hijo de Juan Méndez y María Sosa, su padre era minero y murió de tuberculosis. Su familia era numerosa, tuvo seis hermanos: Agripina, Ángela, Amada, Antonio, Juan y Manuel. A la edad de once años comenzó a trabajar repartiendo canastas de comida en el tiro de la mina Buenos Aires. Casi al terminar la escuela primaria, obtuvo trabajo en la Hacienda Proaño cuyo dueño era el estadounidense Joe Wright Terral. Tomás Méndez trabajó como niñero del hijo de tres años de edad, de Wright. Durante la ausencia de Méndez, el  
pequeño murió en un trágico accidente. Wright y su esposa decidieron abandonar el pueblo, recomendando a Méndez para un trabajo en el hospital del cual eran dueños.

### Inicios
Influido por la vida campirana comenzó a componer sus primeras canciones, las cuales dio a conocer en el burdel local. Entre las primeras composiciones destaca “Pervertida” de título homónimo a la de Agustín Lara pero de diferente contenido.
Estudió un poco de solfeo con su gran amigo, el pianista y organista Manuel Almanza Angón, quien fuera director de la reconocida Sonora Zacatecana, pero al poco tiempo abandona las clases por ser un músico lírico que componía de oído, y que prefería seguir tocando así.
Se trasladó a Ciudad Juárez donde conoció a Gabriel Gómez, quien años más tarde le grabó un disco de acetato. Viajó a la Ciudad de México en donde vivió con una tía de nombre Elena Aguilera en la calle de Rosales muy cerca de la Lotería Nacional. Obtuvo un trabajo en la XEW como jalador de aplausos del programa de Severo Mirón. Durante su primer año en la capital, compuso una canción dedicada a la Virgen de Guadalupe, la cual fue interpretada por Lola Beltrán repetidas ocasiones el 12 de diciembre en la Basílica. Se dice que “Paloma negra” fue escrita para Herminia Salas.

### Trayectoria artística
Trabajó en Cinebos Company como ayudante de productores, siendo sus jefes Juan Gabriel Martínez y Margarita Michelena. Pudo conocer a los jefes de escritores de los programas Ley Mex, Gracias doctor y La hora mejor con Mejoral. En el departamento de radio compaginaba y sellaba los guiones.
Mediante la ayuda de Jorge "Polilla" Gutiérrez se acercó al programa La hora mejor con Mejoral de la XEW. Conoció a Los Tres Diamantes y como su maestro de ceremonias los acompañó en una gira a través de Estados Unidos y Cuba. Fungiendo como su secretario compuso una canción para el trío. Tiempo después conoció a Mariano Rivera Conde y a Miguel Aceves Mejía quien interpretó algunas de las composiciones de Méndez.

## Muerte
El 19 de junio de 1995, Méndez falleció en Ciudad de México a los 68 años de edad.[cita requerida]